# 吉拉尔扎
吉拉尔扎（義大利語：Ghilarza），是意大利奥里斯塔诺省的一个市镇。总面积53.48平方公里，人口4711人，人口密度88.1人/平方公里（2009年）。ISTAT代码为095021。